# 雷蒙·叙维尼
雷蒙·叙维尼（法語：Raymond Suvigny，1903年1月21日—1945年10月26日），法国男子举重运动员。他曾代表法国参加1924年和1932年夏季奥林匹克运动会举重比赛，其中1932年奥运会获得一枚金牌。